# Elmer Rice

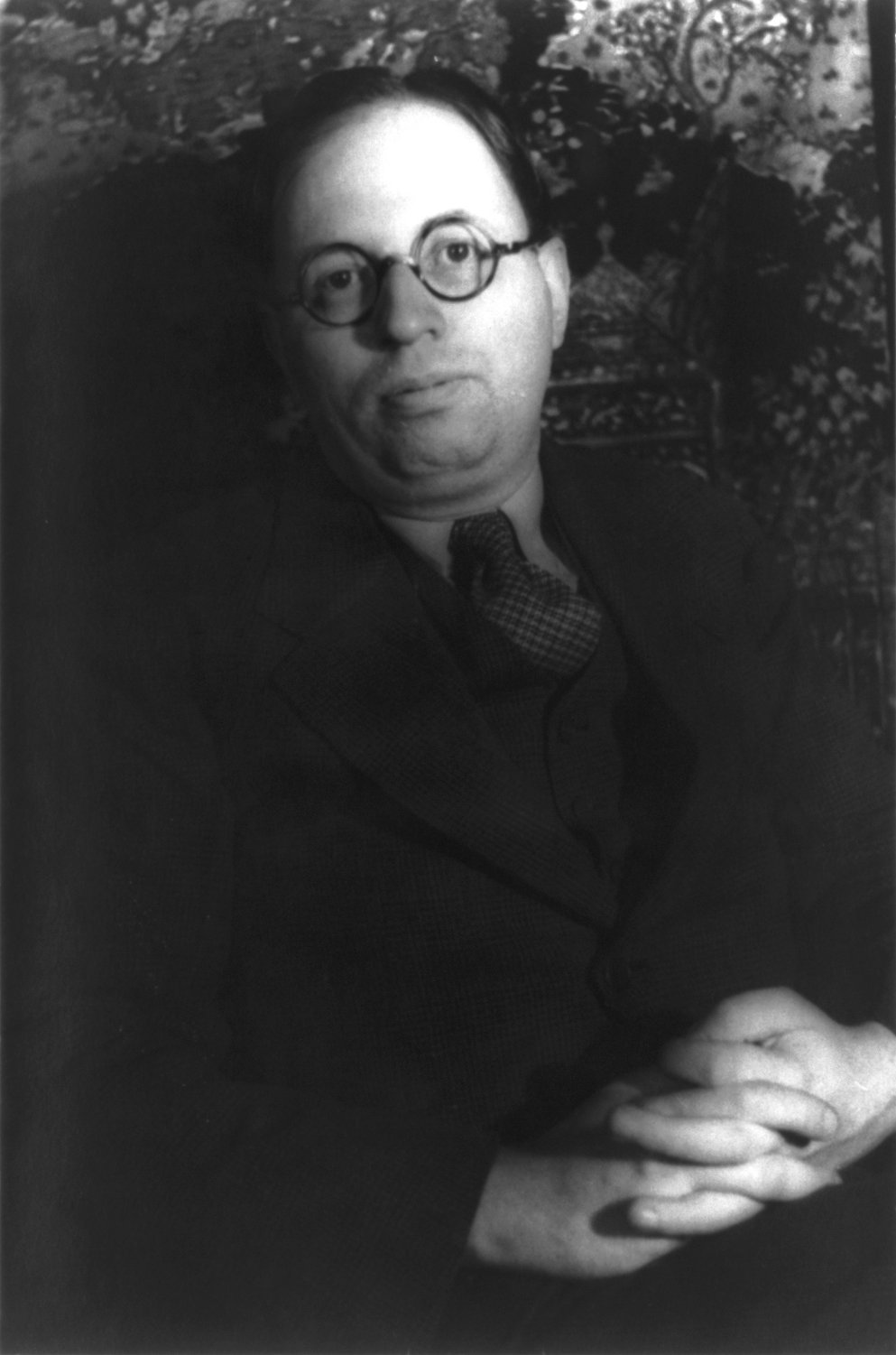
Elmer Rice

Elmer Rice (* 28. September 1892 als Elmer Reizenstein in New York City; † 8. Mai 1967 in Southampton) war ein US-amerikanischer Dramatiker. Er führte etliche Neuerungen auf dem Theater ein und genoss in der Zeit zwischen den Weltkriegen eine ähnliche Popularität wie beispielsweise Eugene O’Neill.

## Leben
Rice stammte aus einer deutschen Einwandererfamilie. Großvater Reizenstein, 1848 auf Seiten der deutschen Revolutionäre aktiv gewesen, hatte es in den Vereinigten Staaten zu Wohlstand gebracht, doch Rices Eltern waren verarmt. Der Großvater übte beträchtlichen (rebellischen) Einfluss auf seinen Enkel aus. Schwer zu tragen hatte die Familie an Rices Vater, der Epileptiker war. Die Armut nötigte den jungen Rice, mit 14 Jahren die High School zu verlassen. Nach diversen Jobs, darunter in Fabriken, entschied er sich eher lustlos für ein Studium an einer New Yorker juristischen Fachschule, das er 1912 abschloss. Er verschlang „linke“ Literatur, darunter jene von George Bernard Shaw. Der im Rechtswesen herrschende Zynismus vergällte Reizensteins Enkel die Laufbahn bald; er verlegte sich aufs Schreiben.
Schon mit seinem ersten melodramatischen Stück On Trial (Unter Anklage) von 1914 fand Rice Beachtung. Das Werk, das auf einer dem neuen Medium des Films nachvollzogenen Rückblendetechnik aufbaute, wurde auf Anhieb allein in New York 350-mal aufgeführt. und erlebte bislang drei Verfilmungen.
Der Durchbruch zur dramatischen Avantgarde gelang Rice 1923 mit The Adding Machine (Die Rechenmaschine). Dieses Drama kreist um einen entlassenen kleinen Angestellten, der zum Mörder seines Chefs wird, dafür die Todesstrafe erhält und im Jenseits ein böses Erwachen findet. Laut Kindlers Neuem Literaturlexikon gehört das Werk „zu den besten und bekanntesten sozialkritischen Dramen der USA“. Das Stück des „versierten Dramatikers“, der über eine genaue Beobachtungsgabe für das Absurde im Gehabe eines Kleinbürgers, Talent für satirische Formulierung und „lebhafte, oft skurrile Phantasie“ verfüge, hat expressionistische und surreale Züge. Sein „Held“ wird im Himmel einem Training für seine nächste Reinkarnation unterzogen – als zukünftiger Bediener einer Superrechenmaschine, weil einer wie er seinem Schicksal als Sklave nie entkommt.
Für die naturalistische Milieuskizze Street Scene (Straßenszene, 1929) erhielt Price den renommierten Pulitzer-Preis – obwohl er „gegen das konventionelle Unterhaltungstheater des Broadways rebellierte“ und die Bühne stattdessen als „Experimentierstätte und ein Forum für die Auseinandersetzung mit Alltagsproblemen und sozialen Mißständen“ begriff. Das Stück führt die überwiegend zerstrittenen Bewohner einer im New Yorker Slumbezirk gelegenen Mietskaserne binnen nur eines Tages vor. 1931 erschien die gleichnamige Verfilmung durch King Vidor. Es bildete auch für Kurt Weill die Vorlage zu dessen Musical gleichen Titels, an dessen Entstehung Rice ebenfalls mitwirkte. Neben weiteren Dramen verfasste Rice einige Essays und Romane sowie eine Autobiographie.
1932 hatte Rice bereits mit Sohn Robert eine Europareise unternommen, die sie sowohl in die Sowjetunion wie nach Deutschland führte. Hier erlebte der Dramatiker die Redner Joseph Goebbels und Adolf Hitler. In die Heimat zurückgekehrt, brachte ihm unter anderem ein Artikel Ärger ein, in dem er Benito Mussolini verurteilte. Nach einigen durchgefallenen neuen Stücken und angesichts zunehmender Versuche, kritische Stimmen wie ihn mundtot zu machen, was mit der offenbar unaufhaltsamen Kommerzialisierung des US-Theaters einherging, wendete sich Rice Mitte der 1930er Jahre ähnlich abrupt vom Bühnenschaffen ab, wie er einst seine juristische Laufbahn an den Nagel gehängt hatte.
1938 wurde er in die American Academy of Arts and Letters gewählt.
Rices Erfolge als Dramatiker waren mit privaten Turbulenzen einhergegangen. Im Ganzen dreimal verheiratet, hatte er zusätzlich zahlreiche Liebesaffären. 1915 heiratete er Hazel Levy, mit der er zwei, 1942 die Schauspielerin Betty Field, mit der er drei Kinder hatte. Diese Ehe wurde 1956 geschieden. In der Nachkriegszeit lebte Rice zum Teil in Stamford (Connecticut), wo er ein baumbestandenes Grundstück besaß. Der Tod (durch Lungenentzündung) ereilte ihn im Alter von 74 während einer Europareise in Begleitung seiner dritten Ehefrau Barbara in England.

## Werke

### Stücke
- A Defection from Grace, 1913 (mit Frank Harris, unveröffentlicht)
- The Seventh Commandment, 1913 (mit Frank Harris, unveröffentlicht)
- The Passing of Chow-Chow, 1913 (Einakter, veröffentlicht 1925)
- On Trial, 1914 (mit Frank Harris), deutsch Ist Robert Parker schuldig?, Wien 1929, Unter Anklage, Berlin 1960
- The Iron Cross, 1917
- The Home of the Free, 1918
- For the Defense, 1919
- It is the Law, 1922
- The Adding Machine (Die Rechenmaschine), 1923, deutsche Erstaufführung Berlin 1947, deutsches Schulbuch Frankfurt/Main 2001
- The Mongrel, 1924 (nach einem Roman von Hermann Bahr)
- The Sidewalks of New York, 1925 (veröffentlicht 1934 als Three Plays Without Words)
- Is He Guilty?, 1927
- Wake Up, Jonathan, 1928 (mit Hatcher Hughes)
- The Gay White Way, 1928
- Close Harmony, 1929 (mit Dorothy Parker)
- Cock Robin, 1929 (mit Philip Barry)
- Street Scene (Straßenszene), 1929, deutsche Erstaufführung Berlin 1930
- The Subway, 1929
- See Naples and Die, 1930
- The Left Bank, 1931
- Counsellor-at-Law, 1931
- The House in Blind Alley: A Play in Three Acts, 1932
- We, The People, 1933
- Judgment Day, 1934
- Two Plays, 1935 (Between Two Worlds / Not for Children)
- Black Sheep, 1938
- American Landscape, 1938
- Two On an Island, 1940 (Musik Kurt Weill), deutsch Zwei in Manhattan, Berlin 1960
- Flight to the West, 1941
- The Talley Method, 1941
- A New Life, 1944
- Dream Girl (Das träumende Mädchen), 1946
- The Grand Tour, 1952, deutsch Die große Reise, Berlin 1960
- The Winner, 1954
- Cue for Passion, 1959
- Love Among the Ruins, 1963 (ursprünglich 1951)
- Court of Last Resort, 1965

### Romane
- On Trial, 1915 (nach dem gleichnamigen Stück)
- Papa Looks for Something, 1926 (unveröffentlicht)
- A Voyage to Purilia, New York 1930 (vorab im New Yorker)
- Imperial City, New York 1937, deutsch Menschen am Broadway, Übersetzung Richard Kleineibst. Frankfurt/Main: Europäische Verlags-Anstalt, 1952
- The Show Must Go On, New York 1949, deutsch Das Spiel geht weiter, Konstanz 1951

### Betrachtungen
- The Playwright as Director, in: Theatre Arts Monthly 13, Mai 1929
- Organized Charity Turns Censor, in: Nation 132, Juni 1931
- The Joys of Pessimism, in: Forum 86, Juli 1931
- Sex in the Modern Theatre, in: Harper's 164, Mai 1932
- Theatre Alliance: A Cooperative Repertory Project, in: Theatre Arts Monthly 19, Juni 1935
- The Supreme Freedom, 1949
- Conformity in the Arts, 1953
- Entertainment in the Age of McCarthy, in: New Republic 176, April 1953
- The Living Theatre, Harper & Bros 1959
- Minority Report, Autobiographie, New York 1964
- Author! Author!, in: American Heritage 16, April 1965

## Filmography (Auswahl)
- 1917: On Trial
- 1922: For the Defense
- 1924: It is the Law
- 1928: On Trial
- 1930: Oh, Sailor behave
- 1931: Street Scene
- 1933: Der Staranwalt von Manhattan (Counsellor at Law)
- 1939: On Trial
- 1948: Dream Girl
- 1969: The Adding Machine